# Джордж Геплвайт
Джордж Геплвайт (George Hepplewhite, 1727, Райтон, графство Дарем, Північна Англія — 21 червня 1786, Лондон) — англійський майстер-мебляр, майстер рисунку, архітектор і декоратор пізньогеоргіанського стилю (часу правління англійського короля Георга III, 1760—1820), вищої стадії англійського класицизму. Можливо, навчався в Ланкастері. Про його життя збереглися лише уривчасті відомості, багато дослідників взагалі сумніваються, що саме ця людина була меблевим майстром, і, тим більше, проектувальником. Проте, його ім'я історія і мода зв'язали з певним стилем в мистецтві меблів.